# Staatswappen
Ein Staatswappen oder Staatsemblem ist ein Hoheitszeichen, das einen Staat symbolisiert. Im Gegensatz zu Staatsflaggen, die in ihrem Gebrauch vor allem durch die Verwendung als Fahne bestimmt sind, dient ein Staatswappen als Symbol des Staates in Form eines Wappenschilds, Siegels, Abzeichens und Ähnlichem, vorwiegend auf Druckmedien oder Plaketten. Nicht selten tauchen Staatswappen auf Dienstflaggen von Staatsbehörden und Streitkräften sowie Standarten von Staatsoberhäuptern auf.

## Typen von Staatswappen

### Heraldische Wappen
Die ältesten Staatswappen sind Wappen im heraldischen Sinne, das heißt, in ihrem Zentrum steht die symbolische Repräsentation des Staates auf einem Schild, der von verschiedenen weiteren Symbolen, z. B. Schildhalter, Helmzier oder Spruchbändern, begleitet sein kann. Ihr Ursprung liegt in den Schilden des mittelalterlichen Rittertums.

Wappen Australiens
Wappen Finnlands
Wappen Malaysias
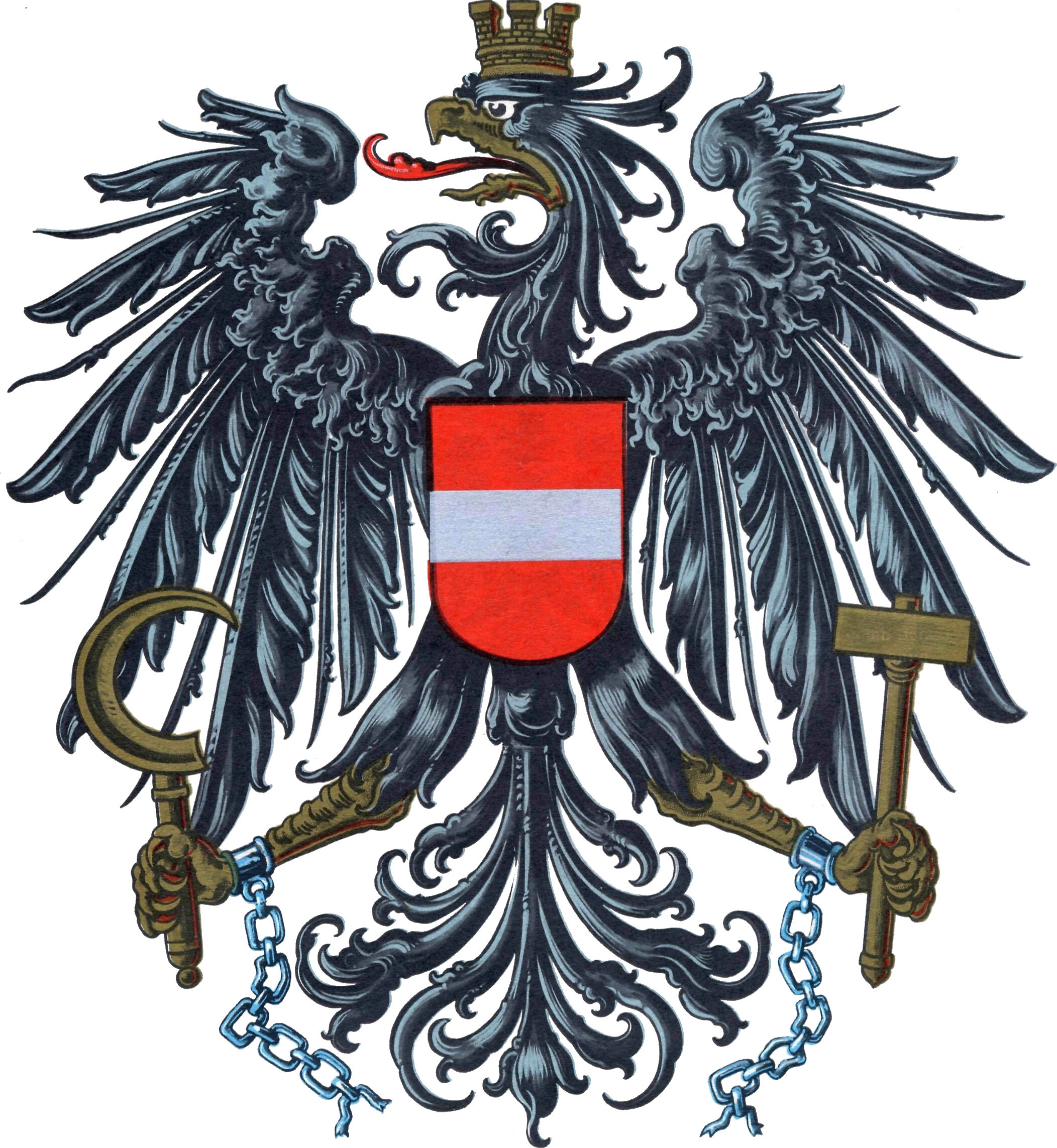
Wappen Österreichs
Wappen Ugandas

### Staatssiegel
Ein weiterer Gestaltungstyp ist der des Staatssiegels. Siegel dienten ursprünglich dem beglaubigten, unfälschbaren Verschluss von Urkunden oder Briefen und wurden oft mit einem Stempel in Wachs oder ähnliche Materialien geprägt. Ein Siegel ist sehr häufig kreisrund und selten mehr als einfarbig. Es kann ein Wappen enthalten. Staatswappen, die auf Siegeln beruhen, sind oft kolorierte Versionen dieses einfarbigen Siegels.

Siegel Afghanistans (2004–2021)
Siegel Frankreichs
Siegel der Komoren
Siegel Nicaraguas
Großes Siegel der Vereinigten Staaten

### Staatsemblem
Unter dieser Bezeichnung kann man jedes weitere Hoheitszeichen fassen, das keinem der oben genannten Typen zuzuordnen ist. Ein Staatsemblem kann im Sinne einer Plakette gestaltet sein oder ohne festgelegte Form ein beliebiges staatliches Symbol darstellen.

Hoheitszeichen Frankreichs
Wappen Indiens
Hoheitszeichen des Iran
Wappen Saudi-Arabiens
Hoheitszeichen der Türkei

### Ostasiatische Embleme
Das japanische Pendant zu einem Wappen ist das Mon (japanisch 紋, „Zeichen“ oder „Emblem“), das mit den Wappen im heraldischen Gebrauch der westlichen Welt vergleichbar ist. Die meisten Mon sind einfarbig und zeigen die stilisierte Darstellung einer Pflanze oder eines Tiers in einem umrandeten Kreis.
Ähnlich gestaltet sind die Wappen weiterer ostasiatischer Staaten. Die Wappen der Volksrepublik China (Hongkong und Macau) und Vietnam kombinieren die kreisrunde Form mit sozialistischen Wappenmotiven.

Nationales und Kaiserliches Siegel Japans
Wappen der Volksrepublik China
Hoheitszeichen der Republik China
Wappen Südkoreas
Wappen Bhutans

### Staatswappen sozialistischen Typs
Nach dem Vorbild des Wappens der UdSSR wurden in der zweiten Hälfte des 20. Jahrhunderts viele Staatswappen gestaltet. Sie bestehen regelmäßig aus einem beinahe kreisrunden Bild, das häufig Landschaftsformen (Berge, Täler, Gewässer) und fast immer eine aufgehende Sonne und einen fünfzackigen Stern beinhaltet, oft verbunden mit einem Emblem aus Fortschritts-, Arbeits- oder Kampfsymbolen (Zahnkranz, diverse Werkzeuge oder Waffen), umgeben von einem Kranz aus floralen Elementen, an dem ein Spruchband mit dem nationalen Motto angebracht ist. Viele dieser Wappen wurden nach dem Zusammenbruch der kommunistischen Sowjetunion in den 1990er Jahren durch heraldische, meist ältere, ersetzt. Das Wappen von 1948 des nicht kommunistischen Italien besteht bis heute; das Wappen Nepals, das nach dem Ende des nepalesischen Bürgerkriegs zwischen dem monarchischen Staat und der kommunistischen Partei 2006 eingeführt wurde und die neue Einigkeit im Land widerspiegeln soll, ist ebenfalls nach diesem Muster gestaltet.

Staatswappen der Deutschen Demokratischen Republik
Staatswappen der Sowjetunion (vergleichbar: Gliedstaaten der UdSSR)
Wappen Nordmazedoniens
Wappen Mosambiks
Wappen Vietnams